# Desmoncus mitis
Desmoncus mitis är en enhjärtbladig växtart som beskrevs av Carl Friedrich Philipp von Martius. Desmoncus mitis ingår i släktet Desmoncus och familjen Arecaceae.

## Underarter
Arten delas in i följande underarter:
- D. m. leptoclonos
- D. m. leptospadix
- D. m. mitis
- D. m. rurrenabaquensis
- D. m. tenerrimus